# Трохим Волошанин
Трохи́м Волошанин (Волошин) (*д/н — після 1683) — український політичний та військовий діяч, кошовий отаман Запорізького війська, козацький дипломат.

## Життєпис
Про дату народження немає відомостей. Судячи з прізвища, ймовірно народився у Валахії або Молдавії. На 1681 рік входив до козацької старшини. У липні цього року на січовій раді кошового отамана Івана Стягайла було достроково знято з посади, а замість нього обирається Волошанин.
У листах від 29 липня кошовий звернувся до гетьмана Івана Самойловича (їх доправив отаман Незамаївського куреня Клим Кислиця) з клопотанням про те, щоб він вдався до переговорів з ханом Мурадом. Потрібна була домовленість з приводу того, щоб козацькі артілі могли вільно ходити на Низ (Дніпра) по сіль, рибу та на полювання. А ще гетьман мав звернутися до російського царя, аби нагадати йому, що за вірну службу треба платити: сукном, порохом, грошима. Водночас, кошовий передав гетьманові два листи, що надійшли від кримського хана та османського султана, в яких ці мусульманські володарі теж намагалися налагодити взаємини з Кошем.
Листи Волошанина сприяли тому, що московський цар Федор III наказав надіслати на Січ харчі, сукно, порох, свинець та іншу військову амуніцію. Проте того ж року цар помирає, і в Москві починаються заворушення, пов'язані з боротьбою за престол, на якому, врешті-решт, виявилися одразу два правителі — Іван V і Петро I.
Цим вирішив скористатися король Речі Посполитої Ян III, який встановив листування з Трохимом Волошанином. Про це стало відомо Самойловичу, що доніс на Волошанина у Москву. У свою чергу, Самойлович звернувся до Волошанина, наполягаючи на тому, що він віднаджував козаків «від шкідливих лядських „прелестей“, відводячи від них людей мало-розумних та легковажних». Зважаючи на ситуацію, влітку Москва не забарилася відрядити на Січ своє посольство на чолі зі стряпчим Бартенєвим. Грамотою, яку він привіз, кошового офіційно повідомляли, що Федір Олексійович помер і Московією правлять тепер Іван та Петро Олексійовичі, і що кошовому і всім січовикам пропонується присягнути на вірність Московському царству. Дещо повагавшись, Волошанин разом з козаками склав таку присягу, яку прийняв від імені правителів царський стольник Олександр Протасьєв.
Водночас царські посланці підбурили козацьку старшину проти Трохима Волошанина, внаслідок чого він втратив посаду, а новим отаманом обрано промосковського старшину Василя Олексієнка.
У 1683 році за дорученням кошового отамана Григорія Єремієва очолив запорізьке посольство до московських царів Івана V і Петра I, де намагався владнати суперечку щодо отримання запорожцями припасів та сукна, домогтися збереження запорозьких прав здійснювати власне листування з іноземних володарів. Втім результату не мав. Про подальшу долю нічого невідомо.